# معاملة المثليين في إسرائيل
تعتبر حقوق المثليين والمثليات ومزدوجي التوجه الجنسي والمتحولين جنسياً (اختصاراً: LGBT) في إسرائيل من بين الأكثر تقدما في منطقة الشرق الأوسط ومن بين الأكثر تقدما في آسيا. تم تقنين النشاط الجنسي المثلي في عام 1988، على الرغم من أن القانون السابق ضد السدومية لم يتم تطبيقه منذ قرار المحكمة لعام 1963. أصبحت إسرائيل أول دولة في آسيا تعترف بالمساكنة غير المسجلة بين الشركاء المثليين، مما يجعلها الدولة الأولى في آسيا التي تعترف قانونيا بشكل من أشكال الاعتراف القانوني بالعلاقات المثلية. على الرغم من أن زواج المثليين غير قانوني في البلاد، تعترف إسرائيل بزواج المثليين المقام في الخارج. تم حظر التمييز على أساس التوجه الجنسي في عام 1992. يسمح بالتبني المشترك للأزواج والشركاء المثليين بعد صدور قرار المحكمة في 2008، وكان يسمح في السابق لأحد الشريكين بتبني الطفل البيولوجي لشريكه، وببعض الحقوق المحدودة للحضانة والتربية المشتركة للطفل من قبل الولي غير البيولوجي. يُسمح للمثليين والمثليات ومزدوجي التوجه الجنسي والمتحولين جنسيا الخدمة علنا في الجيش.
تشير أغلب الصحف والمجلات إلى أن تل أبيب واحدة من أكثر المدن الصديقة للمثليين جنسياً في العالم، وهي تشتهر بمسيرة فخر تل أبيب للمثليين السنوية والتي حضر فيها أكثر من 250,000 شخص في مسيرة عام 2018 وبشاطئ للمثليين، مما جعلها تلقب ب«عاصمة المثليين في الشرق الأوسط» من قبل مجلة آوت.
وقد صُنِّفَت كأفضل مدينة للمثليين جنسياً في عام 2011، وفقًا للمسافري من مجتمع المثليين،  على الرغم من التقارير التي تفيد بحدوث بعض عنف المثليين خلال العقد الأول من القرن الحادي والعشرين، والتي تم انتقادها من قبل رئيس الوزراء بنيامين نتنياهو والرئيس السابق شمعون بيريز. تم افتتاح نصب تذكاري مخصص لضحايا الهولوكوست المثليين في تل أبيب في عام 2014. وتبين استطلاعات الرأي أن غالبية الإسرائيليين يؤيدون تشريع زواج المثليين، بالإضافة إلى حقوق التبني وتأجير الأرحام للأزواج والشركاء المثليين.

## قانونية النشاط الجنسي المثلي
ورثت دولة إسرائيل قانون السدومية 1533 كجزء من قانون الانتداب البريطاني. لا يوجد سجل معروف بأنه تم تطبيقه ضد الأفعال الجنسية المثلية التي وقعت بين البالغين المتراضين في السر. وفي بعض الحالات، تم إدانة المدعى عليهم بتهمة «السدومية» (والتي بموجب القانون الإسرائيلي شملت ممارسة الجنس الفموي أيضًا)، على ما يبدو من خلال المساومات القضائية: تم توجيه الاتهام إلى هؤلاء المتهمين بتهمة ارتكاب جرائم جنسية أكثر خطورة. كما اُستُخدم «كظروف مشددة» لجرائم جنسية أخرى. كانت هناك أيضا عدة حالات من الجنود حوكموا بسبب علاقات مثلية في المحاكم العسكرية. قرر النائب العام في أوائل الستينيات، وحكمت المحكمة العليا الإسرائيلية في عام 1963، أن القانون لا ينبغي أن يطبق على العلاقات بين البالغين المتراضين في السر. وقد ألغى المجلس التشريعي الوطني (الكنيست) رسميا في عام 1988 الحظر المفروض على العلاقات الجنسية المثلية بالتراضي. يبلغ سن الرضا بالنسبة لكل من العلاقات الجنسية المثلية والعلاقات الجنسية المغايرة 16 سنة.
في 6 أكتوبر/تشرين الأول 2016، أعلن وزير المالية موشيه كاهلون أن الحكومة الإسرائيلية قد أصدرت لتوها أمراً يقضي بتوزيع 10 ملايين شيكل على حكومات مختلفة على مدى عامين لدراسة التمييز المحتمل ضد مجتمع المثليين. وصفت إحدى المنظمات غير الربحية الرائدة في مجال حقوق المثليين جنسياً هذه الحركة بالتاريخية وأفاد صحفي هآرتس إيلان ليور أنه سيؤدي حتى إلى إجراء فحص رئيسي للقضايا مثل القيود المفروضة على تبرع المثليين بالدم.

## الاعتراف القانوني بالعلاقات المثلية

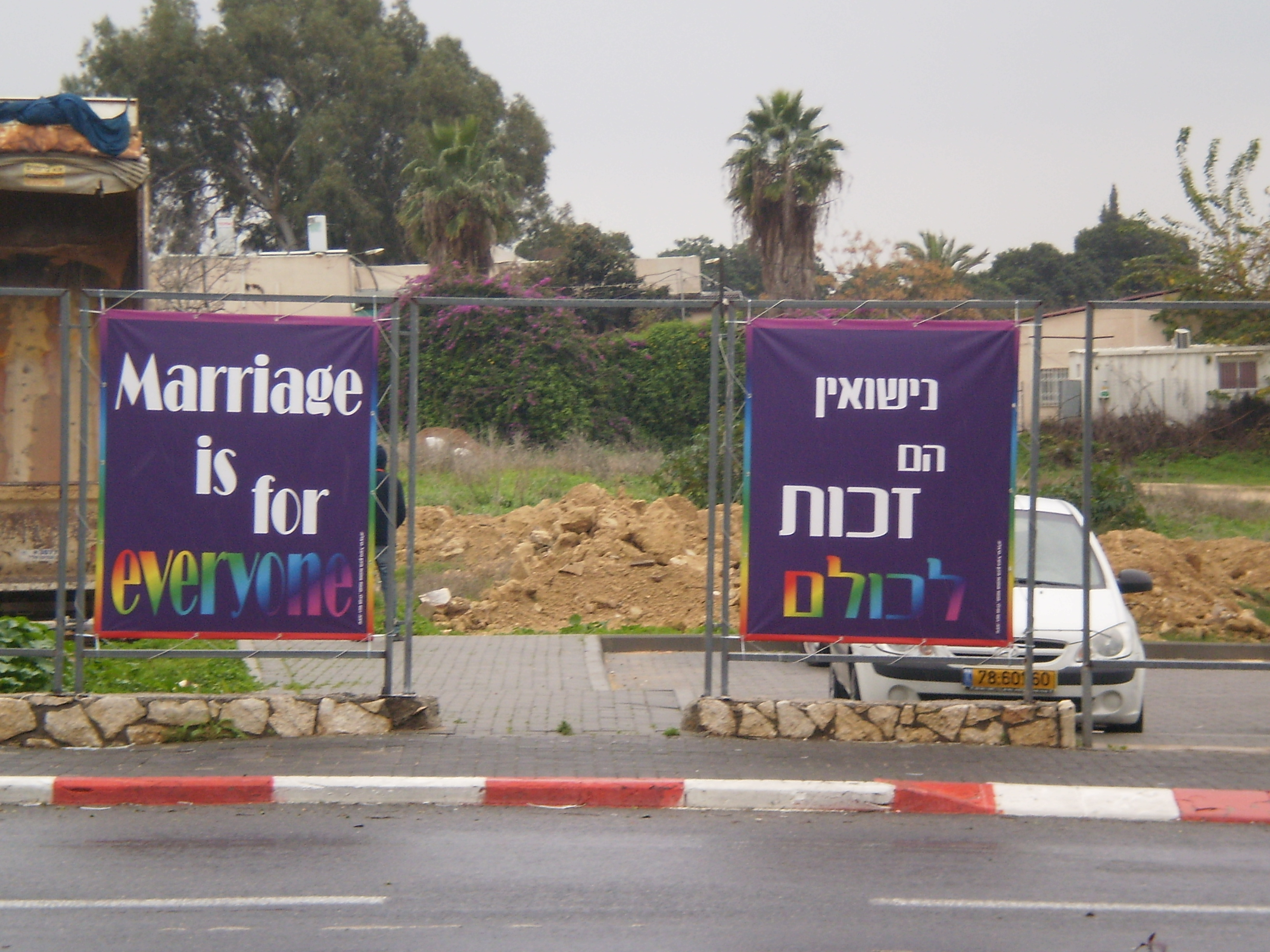
لافتات تدعو لتقنين زواج المثليين في مدينة هرتسليا في عام 2012

بين عامي 1994 و 2007، تم منح العديد من الحقوق للشركاء المثليين الإسرائيليين.
لا يمكن عقد زواج المثليين قانونياً في إسرائيل. يسمح القانون الإسرائيلي بتسجيل زواج المثليين الذي تم عقده في الخارج، لكن لا يتم الاعتراف به بناءً على قرار المحكمة العليا الإسرائيلية لعام 2006 الذي ينص على «قبل أن ننتهي، دعنا نعيد التأكيد على ما نحن عليه اليوم، وما نحن عليه الآن. إننا نقرر اليوم أنه في سياق وضع سجل السكان كمسجل للإحصاءات، يجب على مسؤول التسجيل أن يسجل في سجل السكان ما ينطوي عليه الشهادة العامة التي يقدمها إليه الملتمسون، وفقا التي يتزوج فيها الملتمسون ونظرا لدور مسؤول التسجيل كمجمع للمواد الإحصائية لغرض إدارة السجل... نحن لا نقرر أن الزواج بين الأشخاص من نفس الجنس سيعترف به في إسرائيل. نحن لا نعترف بوضع جديد لمثل حالات الزواج هذه؛ نحن لا نتخذ أي موقف فيما يتعلق بالاعتراف في إسرائيل بالزواج بين المثليين يحدث خارج إسرائيل (سواء بين المقيمين الإسرائيليين أو بين أشخاص ليسوا مقيمين إسرائيليين)». لا يوجد زواج مدني في إسرائيل للأزواج المغايرة (باستثناء الحالات التي لا ينتمي فيها الزوجان المغايران إلى أي من الطوائف الدينية المعترف بها في البلاد)، يبلغ مجموع المحاكم الدينية التي توثق الزواج 15 وتُنظم جميع حالات الزواج والطلاق في تجمعاتهم الخاصة بهم. (لا يقتصر هذا القيد على الأزواج والشركاء المثليين فحسب، بل يجبرهم ويجبر أيضًا جميع الأزواج المغايرين وأي شخص يرغب في زواج غير ديني، على الزواج من خارج البلاد).
تسمح دولة إسرائيل للشركاء المثليين الأجانب لمواطنيها في الحصول على تصاريح إقامة. لجنة الخدمة المدنية تمدد فوائد الزوج والمعاشات التقاعدية لشركاء الموظفين المثليين. قام مكتب المدعي العام الإسرائيلي بتمديد الإعفاء الزوجي من الضرائب على الممتلكات إلى الشركاء المثليين. منح المدعي العام الإسرائيلي الاعتراف القانوني للشركاء المثليين في الأمور المالية وغيرها من الأمور التجارية. قال النائب العام السابق ميناي معزوز إن الشركاء المثليين سيعاملون معاملة الأزواج في زواج عرفي، مع الاعتراف بهم كوحدات قانونية للضرائب والعقارات والأغراض المالية. وقال مكتبه في بيان ان معزوز اتخذ قراره برفض استئناف حكم محكمة محلية في قضية ميراث أقرت بشرعية علاقة مثلية. غير أن معزوز فرق بين الاعتراف بالعلاقات المثلية من أجل أغراض مالية وعملية، كما فعل، وبين تغيير القانون لتشريع والاعتراف بها قانونيا ورسمياً، وهو الأمر الذي سيكون مسألة تخص البرلمان، وفقاً للبيان.
تعترف مدينة تل أبيب بالشركاء غير المتزوجين، بما في ذلك الشركاء المثليون والمثليات، كوحدات عائلية وتمنحهم خصومات على الخدمات البلدية. بموجب النظام الأساسي، يتأهل الشركاء غير المتزوجين للحصول على نفس التخفيضات على الرعاية النهارية واستخدام حمامات السباحة والمرافق الرياضية، وغيرها من الأنشطة التي ترعاها المدينة والتي يستمتع بها المتزوجون. وفي 29 يناير/كانون الثاني 2007, وبعد صدور حكم من المحكمة العليا يأمرها بذلك، سجلت مدينة القدس أول زوجين مثليين لها وهما آفي وبنيامين روز.
كان هناك 5 محاولات تشريعية فاشلة في الكنيست للاعتراف القانوني بالعلاقات المثلية. الأولى كانت مشروع قانون الزواج المدني الذي تضمن فصولا لزواج المثليين من قبل حزب ميرتس. تم رفض مشروع القانون في مايو 2012 في 39 إلى 11 صوتًا، مع عدم حضور 70 مشروعًا. كانت المحاولتان الثانية والثالثة مشروعين مشابهين كانا سيشرعان الاتحاد المدني في إسرائيل للشركاء المثليين والشركاء المغايرين. مشروع قانون عرضه حزب هتنوعا
 والآخر من حزب هناك مستقبل. في نفس الوقت، اقترح ميرتس مشروع قانون الزواج المدني، والذي يتضمن فصولا لزواج المثليين. في 8 يوليو 2015، رفض الكنيست في تصويت 39-50 مشروعي القانون الخاص بالزواج المدني لحزب ميرتس والخاص بالاتحاد المدني لحزب هناك مستقبل. كانت المحاولة الرابعة هي مشروع قانون الاتحاد المدني من قبل حزب هاتنوعا، تم رفضه من قبل الكنيست في 22 فبراير 2016 في تصويت 40-47. وكانت المحاولة الخامسة مشروع قانون زواج المثليين من قبل تحالف الاتحاد الصهيوني  الذي فشل في الكنيست في يونيو 2018 بثلاثة أصوات، 39-42.

## التبني وتنظيم الأسرة
تم السماح بتبني المثليين للأطفال فقط في حالات مقيدة معينة، لا سيما عند وجود صلة سابقة بين الوالد المتبني والطفل، مثل كونه أحد أفراد الأسرة أو طفل حضانة. وفي 10 كانون الثاني/يناير 2005، حكمت المحكمة العليا بإمكانية تبني الشركاء المثليين قانونيا لأطفال بعضهم البعض. خلال السنوات الـ 15 الماضية، عاش كل من تال وأفيتال جاروس-هاكاك معاً، وكان لديهما ما مجموعه ثلاثة أطفال معا. التمس الزوجان من محكمة تل أبيب للأسرة الحق في تبني أطفال بعضهما البعض رسمياً في عام 1997، لكن الطلب رُفض لأن قانون التبني الإسرائيلي لا يتضمن أحكاماً للشركاء المثليين. واستأنف الشريكان الحكم. في حين فشلوا في الحصول على حكم مؤيد في محكمة تل أبيب المحلية، قبلت المحكمة العليا القضية. نقلا عن المادة 25 من قانون تبني الأطفال 1981 (بالعبرية: חוק אימוץ ילדים, תשמ"א-1981) جادل جاروس-هاكاك بأن القانون يسمح «بظروف خاصة» للتبني عندما يكون لصالح الطفل، حتى لو كان والدا الطفل لا يزالان على قيد الحياة. الشرط الوحيد هو أن يكون الشخص الذي يسعى للتبني عازبا. جادل الزوجان بأنه بما أن الدولة لا تعترف بزواج المثليين، فهما عازبان بموجب القانون. وأضافوا أن التبني يصب في مصلحة الأطفال إذا ماتت إحدى أمهاتهم البيولوجية. وافقت المحكمة العليا في إسرائيل على الحكم 7-2 لصالح الشريكين. وفي أعقاب حكم المحكمة العليا، سُمح للشريكين بتبني الأطفال البيولوجيين لبعضهما في 12 فبراير 2006. وقبل ذلك، مُنِح الشريك المثلي للوالد الوصاية على أطفال الشريك. يمكن أيضا للزوجات والشريكات المثليات قانونيا الحصول على التلقيح الاصطناعي والإنجاب بمساعدة طبية.
في فبراير/شباط 2008، حكمت محكمة في إسرائيل بالسماح للشركاء المثليين بتبني طفل حتى لو لم يكن هذا الطفل مرتبطًا بيولوجياً بأي من الوالدين. كان هذا بمثابة نقطة تحول في منح حقوق متساوية لجميع المثليين في إسرائيل. في 10 مارس 2009، حكمت المحكمة العائلية في تل أبيب بالسماح لعضو الكنيست السابق عوزي إيفن وشريكه، أميت كاما، بتبني ابنهما البالغ من العمر 30 عاماً، يوسي، مما يجعلهما أول شريكين أو زوجين مثليين في إسرائيل يُعترف قانونياً بحقهما في التبني. ولكن، يمكن للأزواج المثليين فقط تبني الأطفال الذين لم يرغب الأزواج المغايرون بتبنيهم.
في 28 كانون الثاني/يناير 2014، حكمت محكمة العدل العليا في إسرائيل لصالح التعديل الذي أجراه وزير العدل الإسرائيلي يهودا واينستاين في مايو/أيار 2013 وذكرت أن الأزواج والشركاء المثليين في إسرائيل يمكنهم بسهولة التبني عن طريق تأجير الأرحام ما دام الوالد البيولوجي في العلاقة المثلية على استعداد لإجراء اختبار الأبوة أو تقديم دليل طبي وقانوني بديل مقنع للغاية للأبوة. قبل تعديل 2013، كان كل من اختبار الأبوة من قبل الوالد البيولوجي وإجراءات قانونية طويلة من قبل الوالد غير البيولوجي مطلوبًا من أجل التبني المشترك للأزواج والشركاء المثليين المشاركين في تأجير الأرحام. تم تعزيز هذا الحكم أكثر في أغسطس 2016 عندما حكمت المحكمة العائلية في تل أبيب بأن الأزواج والشركاء المثليين الإسرائيليين يمكن أن يتبنوا عن طريق تأجير الأرحام من الأفراد المقيمين إما في إسرائيل أو من دول أخرى.
وفي أواخر آب/أغسطس 2017، أعلنت الحكومة الإسرائيلية أنها لم تعد تعارض تبني المثليين للأطفال وأنه سيتم سن معايير جديدة للتبني. بموجب المعايير الجديدة، يمكن للوالدين المحتملين تبني طفل بشكل قانوني، بغض النظر عن ميولهم الجنسية. ويعامل الأزواج المغايرون والأزواج والشركاء المثليون معاملة متساوية. في السابق، كان بإمكان الأزواج والشركاء المثليين فقط تبني الأطفال الذين لم يرد الأزواج المغايرون تبنيهم. من عام 2008 إلى عام 2017، تمت 3 حالات تبني المثليين للأطفال فقط (من أصل 550 متقدم)، مقارنةً بـ 1000 عملية تبني من قبل الأزواج المغايرة. وفقا لاستطلاع أجري في أغسطس 2017، أيد 60٪ من الإسرائيليين حقوق تبني المثليين للأطفال، بينما كان 33٪ ضدها. مع ذلك، في عام 2019 لا يزال وزير العدل يمنع تطبيق المعايير.
يسمح قانون تأجير الأرحام الإسرائيلي للأزواج المغايرين بالتوقيع على اتفاقية تأجير الأرحام مع أم بديلة. في تموز/يوليو 2018، أقر الكنيست مشروع قانون يمنح حق تأجير الأرحام للنساء غير المتزوجات، لكنه رفض تعديلاً كان سيمنح الحق قي ذلك للأزواج والشركاء المثليين. أيد رئيس الوزراء بنيامين نتنياهو التعديل في البداية، لكنه صوّت ضده لاحقًا بسبب اعتراضات الجماعات الأرثوذكسية. في وقت لاحق، تظاهر ما يقدر بنحو 100,000 شخص في تل أبيب احتجاجا على ذلك. كما تلقت الاحتجاجات الدعم من عدة شركات، بما في ذلك شركة أبل، ومايكروسوفت، وكثير غيرها، وقد أظهر استطلاع للرأي أجري في يوليو 2018 أن 57% من الإسرائيليين يؤيدون تأجير الأرحام للأزواج من نفس الجنس. على الرغم من إقرار القانون، فإن العديد من الأحكام القضائية تحمي حقوق تأجير الأرحام للأزواج والشركاء المثليين.
في تموز/يوليو 2018، اقترحت المحكمة العليا الإسرائيلية أن تسهل على الأطفال الذين يتم تربيتهم من قبل زوجتين أو شريكتين مثليتين التسجيل في وثائق رسمية تحمل أسماء أمهاتهم. بموجب الاقتراح، سيتعين على الأم غير البيولوجية إرسال إخطار إلى وزارة الداخلية. ومع ذلك، رفضت الحكومة الإسرائيلية هذا، وأصرت أن على الزوجات أو الشريكات من المثليات الحصول على أمر من المحكمة إذا كانوا يرغبون في تسجيل أطفالهم بأسمائهن المشتركة. في ديسمبر 2018، قضت محكمة العدل العليا بأن للوالدين المثليين الحق في أن يكون كلاهما مدرجًا في شهادات الميلاد الخاصة بأطفالهم. في قضية تاريخية، قضت المحكمة العليا بأن وزارة الداخلية لا يمكنها رفض هذا الحق بناءً على جنس الوالد. جاء الحكم بعد تبني رجلين مثليين ولدا، ثم محاولتهما الحصول على كلا الاسمين في شهادة ميلاده. لكن المسؤولين الحكوميين رفضوا كتابة كلا الاسمين في شهادة الميلاد. قال قاضي المحكمة العليا نيل هيندل في القرار: «مبدأ» مصلحة الطفل«يناقش تسجيل وحدة عائلته بأكملها، ولا يسمح لنا بأن نقتصر على أحد والديه فقط في شهادة الميلاد .... التناقض مع معاملة الطفل المتبنى من قبل الزوجين المثليين، وله الحق في أن يكون كلا الوالدين المتبنين مكتوبًا في شهادة الميلاد، هو تباين ينطبق على الطفل وعلى الوالدين ... من غير المعقول أن يكون الزوجان [قانونا] معترف بهما كآباء ولكن لشهادة عدم التعبير عن هذه الحقيقة.»

## الهوية الجندرية والتعبير عنها
يمكن دفع علاج اضطراب الهوية الجنسية في إسرائيل باستخدام نظام التأمين الصحي العام في البلاد إذا تلقى المريض موافقة لجنة تغيير الجنس التي تعمل انطلاقا من مركز شيبا الطبي في تل هشومير، والذي يتكون من طبيب الغدد الصماء، وطبيب المسالك البولية، والبلاستيك الجراح وينظم من قبل وزارة الصحة. كما يقوم الدكتور حاييم كابلان في مركز شيبا الطبي بإجراء جميع عمليات جراحة إعادة تحديد الجنس في إسرائيل بموجب موافقة هذه اللجنة. ولكن، واجه العديد من المتحولين جنسيا الإسرائيليون صعوبة في الحصول على موافقة للعلاج من قبل هذه اللجنة بسبب آرائهم الصارمة حول اضطراب الهوية الجنسية. وهكذا، يدفع الكثيرون من جيبهم للعلاج بالهرمونات البديلة و/أو يذهبون إلى الخارج للقيام بجراحة إعادة تغيير الجنس.
تم تقديم قانون إلى الكنيست في يونيو 2013 لفسخ علامة جنس الشخص على بطاقات الهوية الوطنية.
منذ عام 2015، سمحت وزارة الصحة للمتحولين جنسيا بتغيير جنسهم القانوني دون الخضوع لجراحة تغيير الجنس أو عملية تغيير الجنس.

## الحماية من التمييز
لدى الأزواج والشركاء المثليين في إسرائيل نفس المعاشات والميراث والحقوق الطبية كالأزواج مغايرين جنسياً. في عام 1992، تم تمرير قانون يحظر التمييز في العمل على أساس الميول الجنسية، مع بعض الإعفاءات للمنظمات الدينية. في عام 1997، تم إضافة تعديل على قانون التشهير والقذف في البلاد. وسع التعديل من حظر النطق ونشر القذف والتشهير، بدافع من التوجه الجنسي لشخص ما. وعلاوة على ذلك، ينص القانون على أن كل جريمة عنف، بدافع من الميول الجنسية، تعتبر جريمة كراهية، وبذلك تتضاعف العقوبة. وتم حظر التمييز في قانون حظر التمييز في المنتجات والخدمات والدخول إلى أماكن الترفيه والأماكن العامة (بالعبرية: חוק איסור הפליה במוצרים، בשירותים ובכניסה למקומות בידור ולמקומות ציבוריים) يحظر التمييز على أساس الميول الجنسية، من بين أمور أخرى، من جانب أولئك الذين يقدمون منتجات أو خدمات عامة أو يشغلون أماكن عامة.
منذ عام 2014، تم حماية الشباب المثليين في المدارس المختلفة في جميع أنحاء البلاد.

## التبرع بالدم
منذ 1 يونيو 2017، سمح للرجال المثليين ومزدوجي الميول الجنسية في إسرائيل بالتبرع بالدم بشكل قانوني بعد فترة تأجيل من عدم ممارسة الجنس مدتها عام واحد. ومع ذلك، لم يكن هناك أي فترة تأجيل من عدم ممارسة الجنس للنساء المثليات أو مزدوجات الميول الجنسية.
في يناير/كانون الثاني 2018، وافقت وزارة الصحة على لوائح جديدة تسمح للرجال المثليين ومزدوجي الميول الجنسية بالتبرع بالدم، بغض النظر عن تاريخ ممارسة الجنس؛ تمامًا مثل الرجال المغايرين.

## الخدمة العسكرية
يخدم الجنود المثليين والمثليات وثنائيو الميول الجنسية علنا بدون عوائق في جميع فروع الجيش. ويُحظر في إسرائيل التمييز ضدهم في التوظيف والتنسيب والترقية. كما يحظر الجيش الإسرائيلي المضايقة والتنمر على أساس الميول الجنسية. يعترف الجيش بالأزواج والشركاء المثليين، بما في ذلك الأرامل المثليون والمثليات. كما يُسمح للجنود بالمشاركة في مسيرات فخر المثليين.
في عام 1956، تمت محاكمة جنديين ذكرين في محاكمة عسكرية بتهم العلاقة الجنسية المثلية، والتي كان يتم تعريفها حينها بأنها سلوك جنسي «ضد الطبيعة» وتم إدانتهما بالسجن العسكري لمدة سنة واحدة، لكن تم تخفيف العقوبة على أساس أنه يجب تعريف المثلية الجنسية على أنها مرض عقلي وليست جريمة. في ذلك الوقت، كان العديد من المهنيين في مجال الصحة العقلية ينظرون إلى المثلية الجنسية كمرض، وفي ذلك الوقت، كان يعتبر التعامل مع المثلية كإعاقة وليس كجريمة أمرا ليبراليًا. في الستينيات من القرن الماضي، منعت الآراء القانونية من قبل المدعي العام الإسرائيلي والمحكمة العليا تطبيق القوانين الجنائية ضد المثلية الجنسية، لكن كانت الفكرة السائدة بأن المثلية الجنسية هي مرض ما تزال قائمة. بين ستينات القرن العشرين وسنة 1993، مثليون جنسيا، لم يتم إعفاء المثليات والمثليات ومزدوجي الميول الجنسية بشكل رسمي أو منعهم من الخدمة العسكرية، ولكن القوانين الجنائية ضد المثليين بقيت في الكتب، ولا يزال توجههم الجنسي مصنفاً كمرض عقلي، مما حد من دورهم داخل الجيش، ولم تكن هناك حماية من التمييز ضد المثليين أو المضايقات في الجيش. حتى الثمانينيات من القرن الماضي، كان القادة لا يزالون مضطرين إلى إبلاغ قسم الطب النفسي العسكري عن الجنود المثليين، على الرغم من حقيقة أن المنظمات النفسية والنفسية في إسرائيل وفي جميع أنحاء العالم، منذ السبعينيات، توقفت عن اعتبار المثلية الجنسية مرضًا عقليًا. في عام 1993، قام البرلمان الإسرائيلي بمراجعة القواعد العسكرية بحيث يمكن للمثليين والمثليات ومزدوجي الميول الجنسية أن يخدموا بشكل علني وعلى قدم المساواة مع نظرائهم من المغايرين، وحتى في الوحدات الخاصة.
في الوقت الحالي، لا تعتبر قوات الدفاع الإسرائيلية أن اضطراب الهوية الجنسية شرط غير مؤهل للخدمة. وعلاوة على ذلك، فإن الجيش الإسرائيلي يعتبر بعض أشكال العلاج الطبي للمتحولين جنسيا (كالعلاج بالهرمونات البديلة وجراحة إعادة تحديد تغيير الجنس) والإرشاد النفسي أن ضرورية من الناحية الطبية لأولئك الذين تم تشخيصهم بالتحول الجنسي، وبالتالي يدفع للعلاج المذكور. ويحدد الجيش الإسرائيلي أيضا لوائح الجيش محددة بين الجنسين (مدة الخدمة، وأي الجنسين يجب أن ينضم له الشخص، وارتداء الزي العسكري للذكور أو للإناث، إلخ) على أساس كل حالة على حدة للجنود المتحولين جنسيا. ومع ذلك، وبالنظر إلى أن القانون الإسرائيلي يجعل من الصعب على المتحولين جنسياً البدء في التحول إلى أن يصلوا إلى سن 18، ولا يسمح عادة بإجراء جراحة إعادة تحديد الجنس قبل بلوغ سن 21، حتى الآن الشخص الوحيد الذي حصل على عملية جراحية بينما هو في الخدمة هو شاشيه إيريز، أول شخص متحول جنسيا صراحة يصبح ضابطا. وعلاوة على ذلك، يمكن للعديد من المجندين الذين تم تشخصيهم باضطراب الهوية الجنسية اختيار تلقي الإعفاء من الخدمة العسكرية بناءً على طلبهم الخاص.
ومع ذلك، وبالنظر إلى أن القانون الإسرائيلي يجعل من الصعب على المتحولين جنسياً البدء في التحول إلى أن يصلوا إلى سن 18، ولا يسمح عادة بإجراء جراحة إعادة تحديد الجنس قبل بلوغ سن 21، حتى الآن الشخص الوحيد الذي حصل على عملية جراحية بينما هو في الخدمة هو شاشيه إيريز، أول شخص متحول جنسيا صراحة يصبح ضابطا. وعلاوة على ذلك، يمكن للعديد من المجندين الذين تم تشخصيهم باضطراب الهوية الجنسية اختيار تلقي الإعفاء من الخدمة العسكرية بناءً على طلبهم الخاص.
اليوم، يمكن للشباب الإسرائيلي المعفي من الخدمة العسكرية التطوع للخدمة الوطنية. ومنذ حزيران/يونيو 2006، تأهلت جمعية أغودا — ناشيونال إل جي بي تي تاسكفورس للحصول على هذه الخدمة. ومع ذلك، يزداد عدد المجندين المثليين الذين يقومون بالخدمة العسكرية الكاملة، وغالبًا في الوحدات القتالية. الوحدة 8200، وهي واحدة من أكبر الوحدات في الجيش الإسرائيلي، وهي معروفة جيداً بالعدد الكبير من الجنود المثليين علنا الذين يعملون فيها. في عام 2013، أعلن الجيش الإسرائيلي أنه سيسمح لأول مرة لإمرأة متحولة جنسيا بالخدمة في الجيش كجندية أنثى. في يونيو 2014، أفيد أن أحد الضباط المتحولين جنسيا أصبح أول من يخدم بشكل علني. انضمت شاشار إيريز، وهو امرأءة متحول جنسيا، إلى الجيش الإسرائيلي كجندية أنثى. خلال دورة الضباط، قرر الكشف عن حقيقته الجندرية أمام زملائه وقادته. وتخرج منها كضابط ذكر ويواصل خدمته في قسم العلوم السلوكية في القوات البرية.
رسميا، لا تمنع سياسة الجيش الإسرائيلي الأشخاص ثنائي الجنس من الخدمة العسكرية. وتشير تقديرات جريدة الطب العسكري في عام 2008 إلى أنه كان من المتوقع أن يكون هناك نحو «بضع عشرات» من الأشخاص ثنائي الجنس الذين يخدمون في الجيش الإسرائيلي في ذلك الوقت، وأنه من المحتمل أن يكون معظمهم غير معلنين عن كونهم كذلك نظرًا لعدم الإبلاغ عنهم بشكلٍ عام مقارنة بعموم السكان، أو حسب التقرير نظرا للشعور بالخجل والحاجة إلى السرية تم الإبلاغ على حالة واحدة تم لشخص من ثنائيي الجنس عندما لم يتم اكتشاف وضعهم إلا بعد التحقيق الطبي العسكري. وتم وضعهم في البداية إلى وحدة قتالية وخدموا بنجاح، ولكن نُقلوا فيما بعد إلى وحدة غير قتالية حيث أكملوا خدمتهم بنجاح. كما تم اكتشاف أن أختهم الأكبر سنا الذين خدموا أيضا في وحدة غير قتالية كانت كذلك من ثنائيي الجنس، وأختهم الصغرى كذلك أيضا الذين لم يبدأو خدمتهم العسكرية بعد حينها.

## هجرة المثليين إلى إسرائيل وقانون العودة
في 10 يونيو/حزيران 2011، تم اختبار قانون العودة عندما قام زوجان مثليان من الذكور، أحدهما يهودي والآخر كاثوليكي، بإلعودة إلى إسرائيل. كان هذان الزوجان أول مثليين، من دينين مختلفين متزوجان يطلبان عليا معا، على الرغم من أن الزوجان المغايران من الأديان يطلبان حق العودة معا كعائلة. حصل الرجل اليهودي بسرعة على الجنسية لكن قرار وزارة المواطنة لزوجه تأخر من قبل وزارة الداخلية على الرغم من وجود بند في القانون ينص على منح زوج المهاجر اليهودي الجنسية. في 10 أغسطس 2011، منحت وزارة الداخلية الجنسية للزوج غير اليهودي كما هو مطلوب بموجب قانون العودة. في عام 2014، قرر وزير الداخلية، جدعون سار، رسمياً، وفقاً لقانون العودة، أن اليهود في العلاقات المثلية الذين يتزوجون في الخارج الراغبين في الهجرة إلى إسرائيل يمكنهم فعل ذلك - حتى إذا لم يكن أزواجهم أو زوجاتهم يهوداً - وسيحصل كلاهما على الجنسية الإسرائيلية.
في كانون الأول/ديسمبر 2016 أصدر النائب العام أفيخاي مانديلبليت تعليمات إلى وزارة الداخلية في إسرائيل للنظر في طلبات الحصول على الجنسية من قبل الأزواج المثلية وذلك لتحقيق المساواة مع الأزواج المغايرة. وبالتالي سيقدر الأزواج المثليون في إسرائيل على المطالبة بالجنسية الإسرائيلية بنفس شروط مطالبة الأزواج المغايرة. سيصبح الزوج المثلي لأحد المواطنين الإسرائيليين قادرًا على المطالبة بالجنسية الإسرائيلية بنفس السرعة مثل الزوج المغاير لأحد المواطنين الإسرائيليين. في السابق، كان يتوجب على الأزواج المثلية الانتظار لفترة قد تصل إلى سبع سنوات كما كانوا لايمنحون الجنسية بل الإقامة الدائمة. كان ذلك أسرع بكثير للأزواج المغايرة  وجاء القرار ردا على دعوى قضائية رُفعت أمام محكمة العدل العليا من قبل رابطة الآباء المثليين.

## علاج التحويل
يؤثر علاج التحويل (بالإنجليزية: conversion therapy)‏ تأثيراً سلبياً على حياة المثليين، ويمكن أن يؤدي إلى تدني احترام الذات والاكتئاب والتفكير في الانتحار. وهو يشمل عادة العلاج بالصدمات الكهربائية، والإخصاء الكيميائي القسري، وطرد الأرواح الشريرة، واستعمال الأدوية التي تحرض الغثيان، وخاصة العلاج بالكلام.
في أكتوبر عام 2014، أصدرت وزارة الصحة بيانا أعلن أنه يعتبر العلاج تحويل «لخلق انطباعات خاطئة الاعتراف العلمي على الرغم من عدم وجود دليل علمي أنه ناجح أبدا. كما أنه قد يسبب ضررا للفرد.»  أنشأت الوزارة لجنة شكاوى للتحقيق في مزاعم علاج التحويل من قبل أخصائيي الصحة العقلية. ووفقاً لتقارير فبراير 2017، لم يتم التعامل مع أي من الشكاوى العشرين المقدمة من قبل اللجنة. من المفترض أن تجتمع اللجنة شهريًا. وقد وصف العديد من أعضاء الكنيست، وهم يائيل جيرمان وإيال بن روفن، اللجنة بأنها «غير فعالة».
في شباط/فبراير 2016، رفض الكنيست مشروع قانون عرضه وزير الصحة السابق يائيل جيرمان الذي كان سيحظر علاج التحويل للقاصرين في إسرائيل. تم رفض مشروع القانون ب45 صوتا ضد مقابل 37 صوتا لصالحه (37-45).
وقد انتقل العديد من المدافعين عن علاج التحويل إلى إسرائيل من الولايات المتحدة، وذلك بسبب العدد المتزايد من الحظر على هذه الممارسة العلمية الزائفة هناك. وتعارض جمعية علم النفس الإسرائيلية علاج التحويل.
في يناير 2019، حظرت الجمعية الطبية الإسرائيلية، التي تمثل حوالي 90% من جميع الأطباء في إسرائيل، صراحة جميع أعضائها من إجراء أي علاج التحويل على المرضى.

## أحكام قضائية أخرى
- حكمت المحكمة العليا في 30 تشرين الثاني عام 1994 بأن شريك أحد الموظفين من مثليي الجنس في شركة إل عال، شركة الطيران الوطنية الإسرائيلية، يحق له الحصول على تذاكر طيران مجانية كما لو كان زوج أي موظف مغاير.[67]
- اعترفت المحكمة العليا في مايو/أيار عام 2000 بأن أما مثلية الجنس المتبنية للإبن البيولوجي البالغ من العمر أربع سنوات لشريكتها المثلية، وأمرت وزارة الداخلية بتسجيل التبني.[68]
- رفضت محكمة عائلية إسرائيلية في 17 مارس/آذار 2002 طلباً من شريكتين مثليتين لإعلان قانونية شراكتهما. قامت الشريكتان بالدخول في شراكة مسجلة في ألمانيا. أرادت الإمرأتان أن تعترف المحكمة بشراكتهما كزواج مدني بموجب القانون الإسرائيلي. وقالت المحكمة إنه بما أن النساء غير معترف بهن كعائلة بموجب القانون الإسرائيلي، فإن المحكمة غير مخولة بالحكم في قضيتهن. وقال محام حكومي طلبته المحكمة لإبداء رأي قانوني في القضية نيابة عن الحكومة الإسرائيلية، إن الدولة اعترضت على منح الطلب.[69]
- في 14 نوفمبر 2004، حكمت محكمة الناصرة المحلية بأن الشركاء المثليين لهما نفس حقوق الإرث مثل المتزوجين. وقد ألغى هذا الحكم حكم محكمة الأسرة بأن رجل مسنا من كريات شمونة لا يحق له حقوق الزوج. سعى الرجل إلى إرث شريكه الراحل الذي عاش معه لعدة عقود. وحكم قضاة الناصرة بأن عبارة «رجل وامرأة» كما وردت في قانون الميراث الإسرائيلي تتضمن أيضًا الأزواج من نفس الجنس. القاضيان نيسيم مامان وغابرييلا ليفاي، الذان أصدرا رأي الأغلبية، استنادًا إلى قرارهم بشأن تفسير لمصطلح «الشريك» كما هو محدد في الأحكام القضائية الأخرى، مثل تلك التي تتناول القضايا المتعلقة باستحقاقات الموظفين وهكذا طبقت التفسير على قانون الميراث. أصدر القائم بأعمال رئيس محكمة الناصرة، مناحيم بن دافيد، رأي الأقلية، بحجة أنه لا ينبغي تفسير النص القانوني «بما يتعارض مع الأهمية اللغوية». وقال متحدث باسم الحكومة إن الحكم سيُستأنف.[70]
- في ديسمبر 2004، حكمت محكمة تل أبيب المحلية بأن الحكومة لا يمكنها ترحيل الشريك الكولومبي لمواطن إسرائيلي مثلي الجنس. دخل الكولومبي البالغ من العمر 32 عاماً إسرائيل بتأشيرة زيارة انتهت صلاحيتها منذ فترة طويلة وأمرت وزارة الداخلية بترحيله. شريكه مواطن إسرائيلي وجندي في الجيش الإسرائيلي. قدم الشريكان التماسا قانونيا طارئا مع محكمة تل أبيب المحلية. تم تمثيل الرجلان من قبل جمعية الحقوق المدنية في إسرائيل. حكم القاضي عوزي فوجلمان بأن الحكومة تصرفت بشكل غير قانوني في محاولة ترحيل الرجل. في عام 1999، نص حكم المحكمة العليا على أن الوزارة لا يمكنها إبعاد الرعايا الأجانب المتزوجين من مواطنين إسرائيليين. وسع قرار فوجلمان هذا القرار لتطبيقه على الزواج العرفي والمعاشرة غير المسجلة، بما في ذلك الشركاء المثليون.[71]
- في آذار/مارس 2008، منحت وزارة الداخلية الإسرائيلية تصريح إقامة نادر لفلسطيني مثلي الجنس من جنين للعيش مع شريكه الذي ارتبط معه منذ 8 سنوات في تل أبيب بعد أن قال إن ميوله الجنسية تعرض حياته للخطر في الضفة الغربية.[72]
- في عام 2012، تم منح أول طلاق مثلي إسرائيلي من قبل محكمة الاسرة الإسرائيلية. وقد منحت محكمة الأسرة في رمات غان على الطلاق في جامعة تل أبيب البروفيسور عوزي إيفن، أول عضو في الكنيست مثلي الجنس علنا، والدكتور أميت كاما، وفقا لما ذكرته صحيفة هآرتس، التي أمرت وزير الداخلية بتسجيل وضعهم كمطلقين.[73]
- في ديسمبر كانون الأول عام 2016، أصدر النائب العام أفيخاي ماندلبليت أصدر تعليمات لوزارة الداخلية الإسرائيلية للنظر في طلبات الحصول على الجنسية للشركاء والأزواج المثلييين والأزواج المغايرين على قدم المساواة بموجب نفس الشروط.[74]

## السياسة

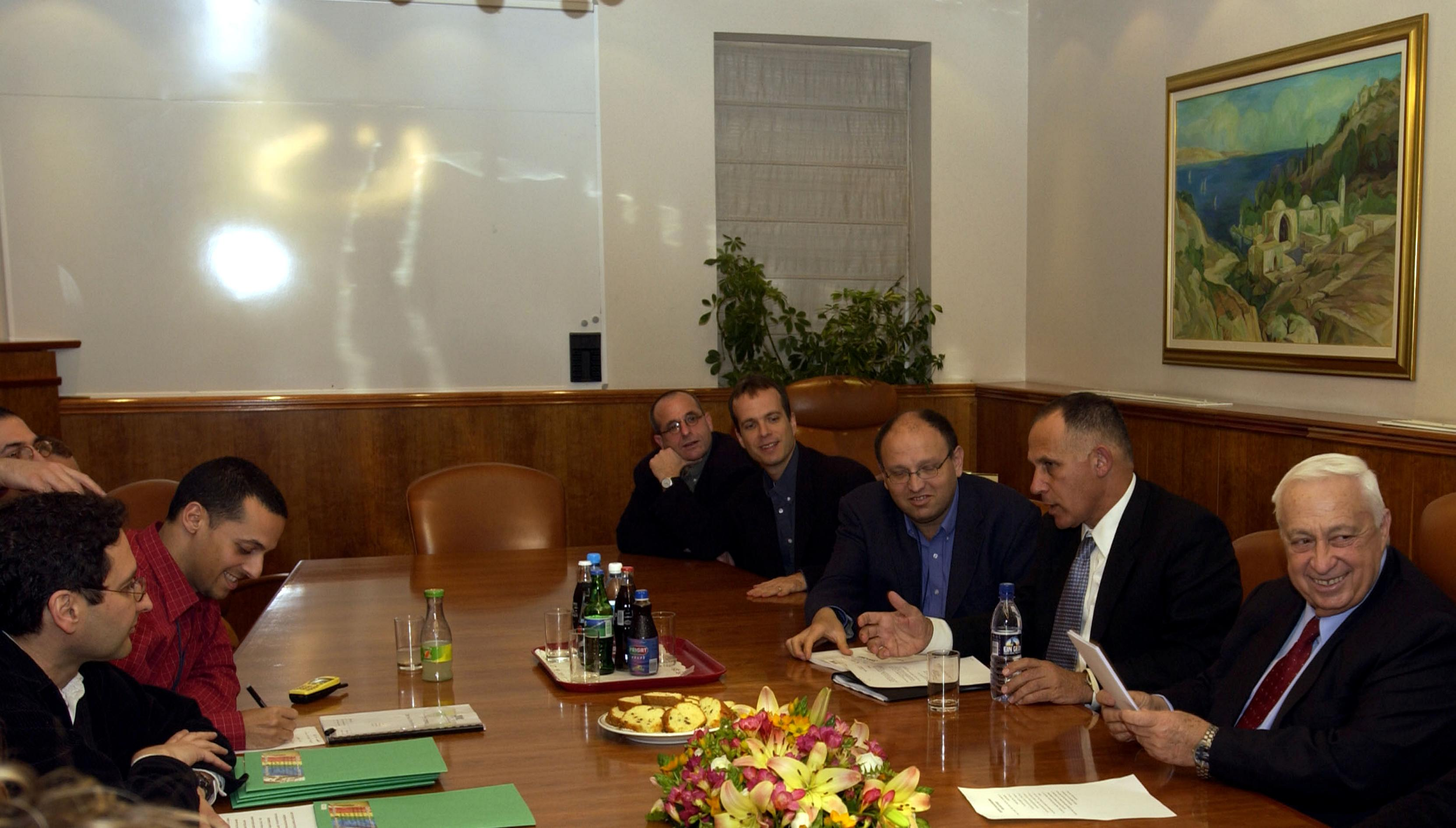
رئيس الوزراء الإسرائيلي أرئيل شارون يلتقي ممثلين عن مجتمع المثليين في القدس 2002

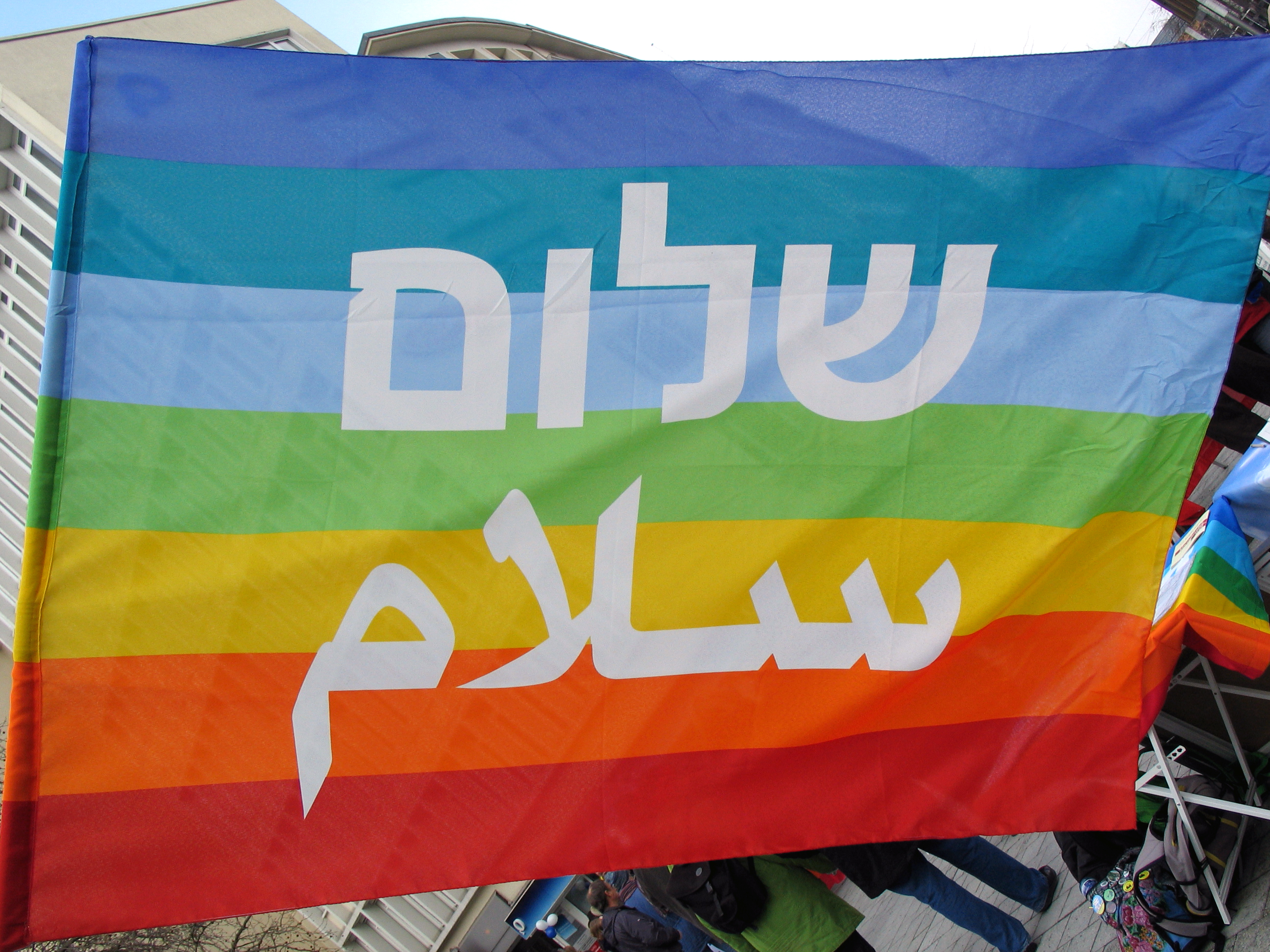
علم فخر المثليين مع كلمتي شالوم وسلام والتي تعنيان سلام في اللغتين العبرية والعربية

يدعم كل من حزب العمل الإسرائيلي، وحزب ميرتس حقوق المثليين، كما كان حزب شينوي المنحل. في ظل تسيبي ليفني، تواصل حزب كاديما
المنحل مع مجتمع المثليين. كما تدعم الأحزاب السياسية الليبرالية أو التقدمية الأخرى الثانوية برنامجا مماثلا أيضا، بما في ذلك حزب الخضر الإسرائيلي وحزب الورقة الخضراء. مسؤولون من عدد من الأحزاب، بما فيهم يائيل جيرمان من حزب هناك مستقبل. وليمور ليفنات من تحالف الليكود - إسرائيل بيتنا الحاكم، والنائب مثلي الجنس علنا في الكنيست نيتسان هورويتز عن حزب ميرتس، يؤيدون زواج المثليين، وتعهدوا بدعم قضايا المثليين. تعهد أعضاء من أحزاب أخرى، بما في ذلك حزب هتنوعا، وحزب حداش، وحزب العمل الإسرائيلي أيضا بالدعم. إلا أن الوزيرة وعضوة الكنيست ليمور ليفنات قالت إن حث تحالف الليكود - إسرائيل بيتنا الحاكم على تشريع زواج المثليين سيكون صعباً بسبب اختلاف الآراء حول القضية داخل الحزب، لكنها وعدت ببذل قصارى جهدها لتغيير سياسة حزبها تجاه هذه القضية. في 22 أكتوبر 2002، أصبح عضو الكنيست عوزي إيفن عن حزب ميرتس أول عضو مثلي الجنس بشكل علني في الكنيست. وتم انتخاب 3 إسرائيليين آخرين مثليي الجنس علنا بعده وهم نيتسان هورويتز، إيتسيك شمولي، وأمير أوحانا للكنيست. في عام 2019، بعد الانتخابات التشريعية الإسرائيلية 2019، وانتخاب رقم قياسي من 5 أعضاء الكنيست مثليي الجنس علنا. هم إيتسيك شمولي. (عن حزب العمال الإسرائيلي)، أمير أوحانا (عن حزب ليكود)، إيتان غينسبيرغ، إيدان رول ويوراي لوهاف-هيرتزانو (عن تحالف الأزرق والأبيض).
في عام 2018، انتخبت مدينة رعنانا إيتان غينسبيرغ (الذي أصبح فيما بعد نائبا في الكنيست) كرئيس بلدية، مما جعله أول رئيس بلدية مثلي الجنس علنا في إسرائيل.
ومع ذلك، لا يزال هناك سياسيون ضد المثليين. في عام 1997، قارن الرئيس عيزر وايزمان المثلية الجنسية بالإدمان على الكحول أمام طلاب المدارس الثانوية. أثار هذا جدلًا كبيرًا، وتلقى الرئيس العديد من المكالمات من نشطاء الحقوق المدنية وأعضاء الكنيست الليبراليين. بعد ذلك بوقت قصير، تظاهر 300 شخص خارج مقر إقامة وايزمان، مطالبين باستقالته. واعتذر عن تلك التصريحات لاحقا. في 20 فبراير/شباط 2008، ألقى شلومو بن عزري، عضو الكنيست عن حزب شاس الديني، بلوم المثليين جنسيا على الزلازل التي ضربت الشرق الأوسط مؤخرًا. وقال بينيزيري في جلسة عامة للكنيست «لماذا تحدث الزلازل؟ ... أحد الأسباب هو ما يمنحه الكنيست من شرعية للسدومية». وأوصى بدلاً من مجرد تعزيز المباني بمقاومة الزلازل، على أن تمرر الحكومة تشريعات تحظر «الانحرافات مثل التبني من قبل الأزواج المثليين». وذكر بينيزري أن «الطريقة الفعالة من حيث التكلفة لتفادي إلحاق أضرار بالزلزال هي وقف إصدار تشريع حول كيفية تشجيع النشاط المثلي في دولة إسرائيل، والذي يتسبب على أي حال في الزلازل».
في 2015، أشار بتسلإيل سموتريش، عضو الكنيست عن حزب البيت اليهودي الديني، إلى المثليين بكونهم «غير طبيعيين»، مشيرا إلى أنه «في الداخل، يمكن لأي شخص أن يكون غير طبيعي، ويمكن للناس تشكيل أي وحدة عائلية يريدونها. لكنهم لا يستطيعون طلب ذلك مني، كدولة». في نفس المناقشة، قال للجمهور: «أنا فخور بكوني معاد للمثليين». واعتذر في وقت لاحق، وتراجع عن بيانه، قائلا: «شخص ما صاح من الحشد، وأجبت بشكل غير لائق». في يوليو/تموز 2015، بعد حادثة الطعن في مسيرة فخر القدس للمثليين، وصفها سمورتش بأنها «مسيرة الوحوش»، ورفض التراجع عن تصريحاته ضد المثليين جنسياً. في أغسطس 2015، اتهم سمورتش منظمات الدفاع عن حقوق المثليين بالسيطرة على وسائل الإعلام، مدعيا أنهم يستخدمون سيطرتهم لاكتساب التعاطف العام وإسكات أولئك الذين يشاركونه وجهات نظره المحافظة. قامت منظمة «أوميتز» غير الحكومية الإسرائيلية بتقديم شكوى لدى لجنة الأخلاقيات في الكنيست للتدخل والتحقيق في تصريحات سمورتش.
يوم 23 فبراير عام 2016، إحتفل الكنيست بأول يوم حقوق المثليين ولكن في 24 فبراير 2016، قامت الأحزاب التي تشكل الائتلاف الحاكم، وهي الليكود، يهدوت هتوراة، شاس، كولانو وحزب البيت اليهودي بدعم من بعض أعضاء المعارضة، بإفشال مشاريع قوانين للاعتراف بالأرامل المثليين، وحظر علاج التحول، وتشريع زواج المثليين، وتدريب المهنيين في الإطار الصحي للتعامل مع قضايا الميول الجنسية والهوية الجندرية.
قبل يومين من الانتخابات التشريعية الإسرائيلية في أبريل 2019، استضاف رئيس الوزراء بنيامين نتنياهو مجموعة من ممثلي مجتمع المثليين في مقر رئيس الوزراء لأول مرة منذ 10 سنوات. على الرغم من أن الاجتماع وصف بأنه «دافئ» و «جيد»، إلا أن ممثلي مجتمع المثليين أصيبوا بخيبة أمل بعد انتهاء الاجتماع برفض نتنياهو لتقديم وعود للنهوض والدفاع عن التشريعات المؤيدة لمجتنع المثليين بسبب ضغط اليمين الديني وأحزاب الائتلاف المتدين الأرثوذكسي المتطرف.

## المجتمع

### ظروف الحياة

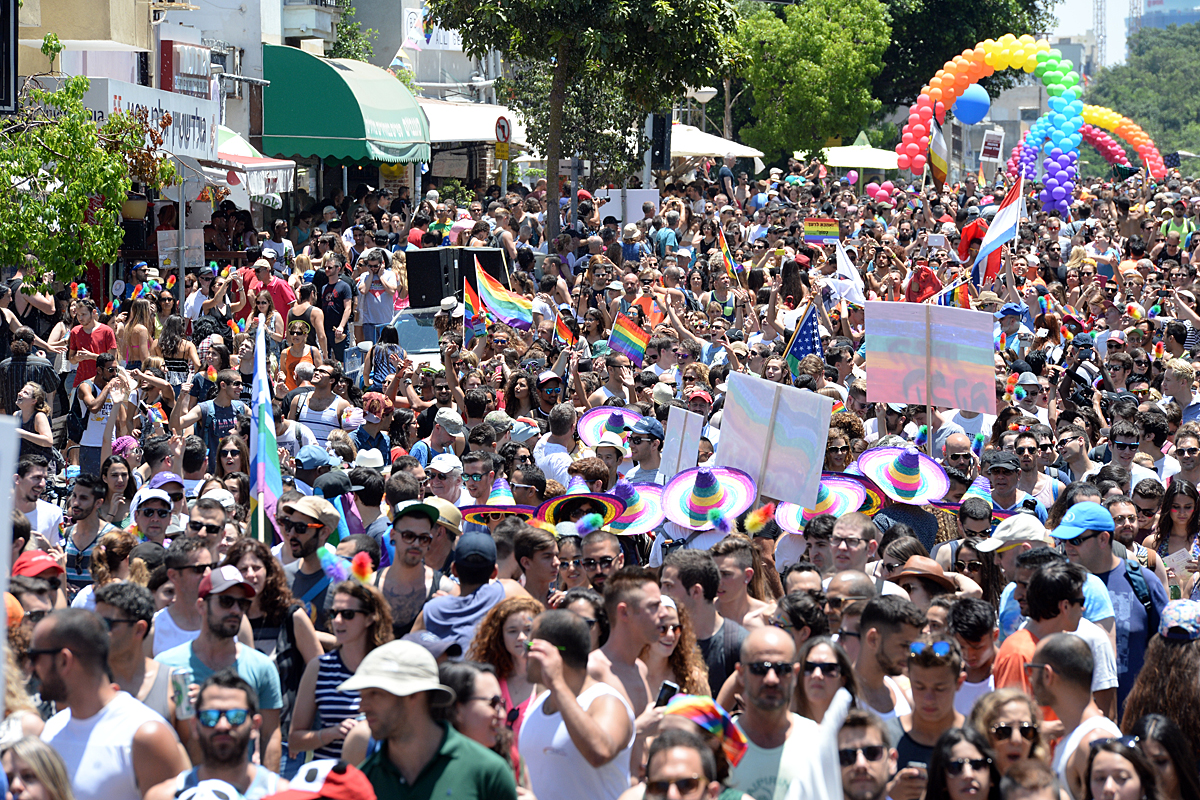
مسيرة فخر تل أبيب للمثليين عام 2015

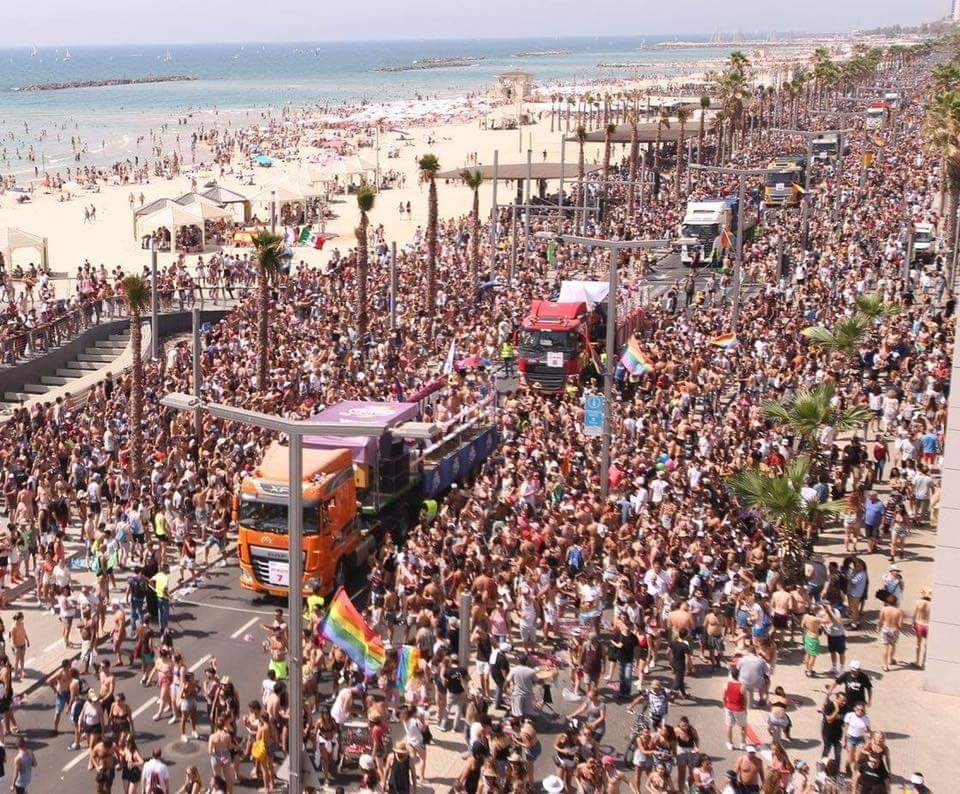
مسيرة فخر تل أبيب للمثليين عام 2018

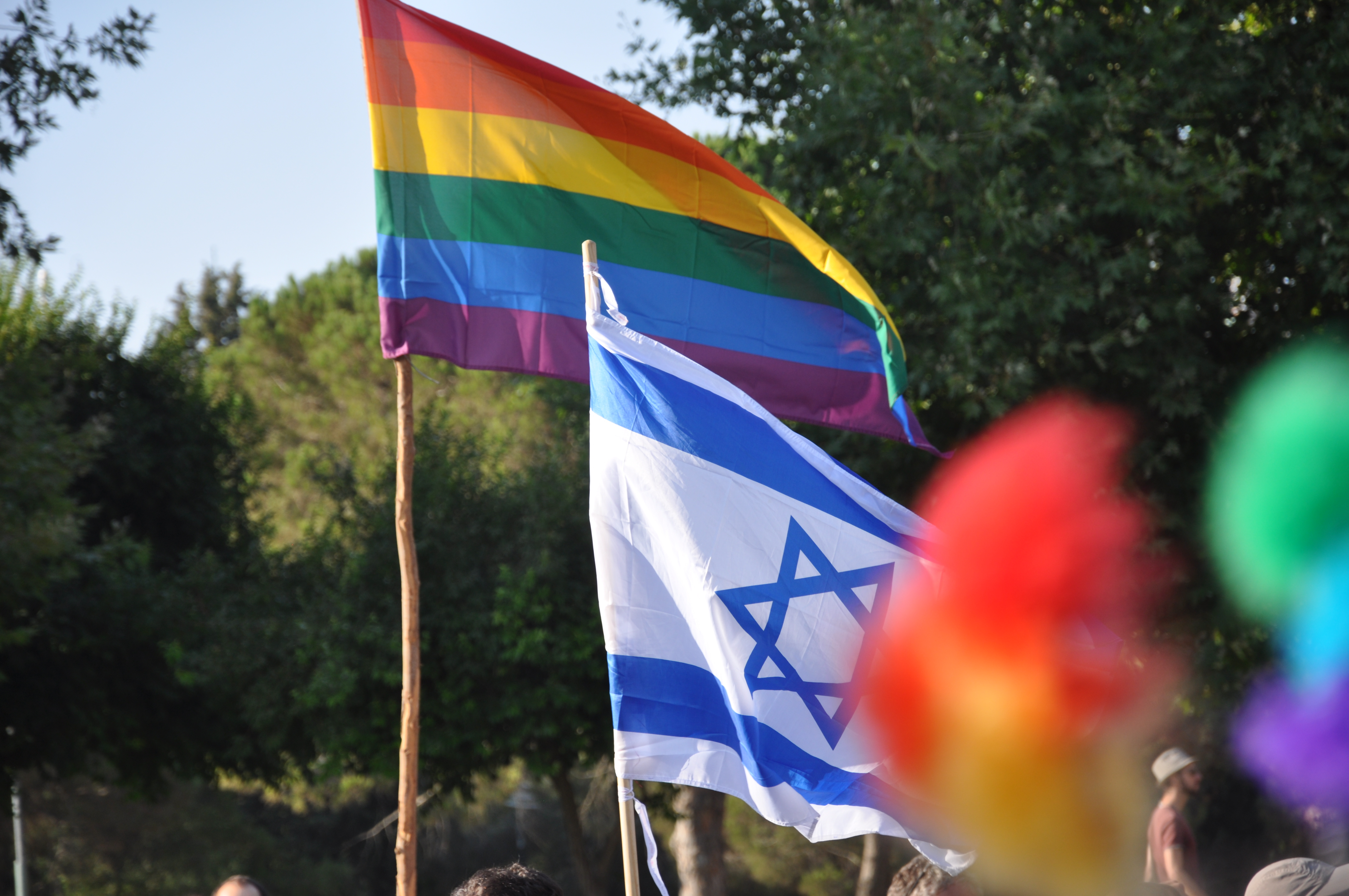
علم فخر المثليين وعلم إسرائيل في مسيرة فخر القدس عام 2012

لدى إسرائيل مجتمع مثليين نشط، مع مهرجانات ومسيرات فخر المثليين تقام سنويا بحضور عشرات الآلاف، كفخر تل أبيب وفخر القدس منذ عام 1998، وغيرها. كما تعقد مسيرات الكبرياء أيضا بانتظام في حيفا، بتاح تكفا، الخضيرة، رعنانا، إيلات، وريشون لتسيون. في عام 2016، ألغت المحكمة العليا الإسرائيلية أول مسيرة فخر في بئر السبع بسبب مخاوف أمنية. إسرائيل واحدة من 11 دولة أجنبية فقط لديها فصل من المجموعة الأمريكية جمعية الآباء أولياء وأفراد عائلات وأصدقاء المثليات والمثليين جنسيا، وتسمى تهيلا.
وحظيت مسيرة فخر القدس للمثليين بتغطية دولية عندما تم طعن ثلاثة مشاركين في عام 2005. وحكم على الجاني بعد ذلك بالسجن لمدة 12 سنة. وكانت محاولة من رئيس بلدية القدس، وهو يهودي من الحريديم، لإلغاء فخر القدس في يونيو/حزيران 2005، قد طعنت في المحاكم. وخسر العمدة في القضية وأُمر بالمساهمة بأموال في هذا الحدث. كان من المقرر إقامة مسيرة وورلد برايد في القدس في أغسطس 2005، على الرغم من الاحتجاجات والمعارضة من أعضاء الديانات الثلاث الكبرى في القدس. ولكن، تم تأجيلها بسبب الانسحاب الإسرائيلي من قطاع غزة الذي تطلب وجود معظم قوات الشرطة الإسرائيلية ما سيترك المسيرة بحماية قليلة أو بدون أي حماية. ومع ذلك، فقد تعرضت هذه المسيرة لتهديدات بالعنف، فضلا عن الاعتراض المستمر لها من قبل بعض القادة اليهود والمسلمين والمسيحيين وبعض أعضاء الكنيست. في نوفمبر 2006، قام أكثر من ألفي عضو من أعضاء طائفة الحريديم بالتظاهر في شوارع حي أرثوذكسي في عرض للقوة يهدف إلى الضغط على السلطات لإلغاء مسيرة الفخر التي ستقام في القدس. تم الإبلاغ عن حوالي إصابة 10 أشخاص بجروح. وتم طعن 6 أشخاص في عام 2015. توفيت أحد الضحايا، شيرا بانكي، البالغة من العمر 16 عامًا، متأثرة بجراحها في مركز هداسا الطبي بعد ثلاثة أيام، في 2 أغسطس 2015. كان عدد المشاركين بمسيرة الفخر في القدس بعد هجوم عام 2015 أقل مما كان عليه في السنوات الماضية. في عام 2016، شارك حوالي 25,000 شخص، تضامن العديد منهم مع مجتمع المثليين في أعقاب هجوم الطعن المميت، بينما في عام 2017، شارك ما لا يقل عن 22,000 في المسيرة. في عام 2018، سار ما لا يقل عن 20,000 في المسيرة. في 6 يونيو 2019، شارك حوالي 15,000 شخص في هذه المسيرة، في ظل إجراءات أمنية مشددة مع 2,500 من أفراد الأمن. تم اعتقال ما لا يقل عن 49 شخصًا ممن أرادوا الهجوم على الحدث.
في 1 أغسطس/آب 2009، أطلق مهاجم مجهول النار على المركز الرئيسي للشباب من مجتمع المثليين في تل أبيب، "بارنوار"، مما أسفر عن مقتل شخصين وإصابة 15 آخرين. كان الهجوم صدمة لمجتمع المثليين في جميع أنحاء العالم وفي جميع أنحاء إسرائيل، مما أثار رد فعل هائل في جميع أنحاء البلاد. قبل هذا الهجوم، لم يكن سوى بعض السياسيين اليساريين يدعمون مجتمع المثليين في إسرائيل. بدأت قضية حقوق المثليين في التحول ببطء نحو مركز الإتجاهات السياسي في إسرائيل. بدأ هذا التحول ببطء عندما ظهرت وزيرة الخارجية الإسرائيلية حينها، تسيبي ليفني، في مسيرة فخر المثليين في الأشهر التي سبقت إطلاق النار. ولكن، في أعقاب هذه الهجوم، بدأ السياسيون اليمينيون في إظهار دعمهم لمجتمه المثليين.
في فبراير 2019، في تقرير إلى الرئيس رؤوفين ريفلين من قبل جمعية حقوق المثليين أغودا — ناشيونال إل جي بي تي تاسكفورس، تم الكشف عن أنه في عام 2018 كان هناك زيادة 54% في الحوادث المعادية للمثليين مقارنة مع عام 2017. وأبرز التقرير أنه بالمعدل يجري حادث معادي للمثليين حول كل 10 ساعات في المتوسط في إسرائيل. بينما على الشبكات الاجتماعية، يتم الكشف عن تعليق معادي للمثليين كل 4 دقائق.
في عام 2019، أعلنت جمعية المثليين الإسرائلية، أغودا — ناشيونال إل جي بي تي تاسكفورس، أن مسيرات فخر المثليين ستعقد في 12 موقعا لم يتم عقدها من قبل ومن بينها طبريا، بيت شيمش، زخرون يعكوف، رمات غان، بتاح تكفا، برديس حنا-كركور، نتانيا، يفنه، وكريات بياليك.

### الصحة
في 23 فبراير 2016، وافقت وزارة الصحة على برنامج العلاج الوقائي الاحترازي المسبق للوقاية من انتقال فيروس نقص المناعة البشرية، مما جعل إسرائيل واحدة من أوائل الدول التي تقوم بذلك. يتم توزيع الأدوية في مراكز الإيدز في المستشفيات والعيادات التي تخدم مجتمع المثليين، بالإضافة إلى العيادات الطبية.
واحدة من صناديق الصحة الوطنية الإسرائيلية، تدير كلاليت، وهي عيادة صحية مخصصة لمجتمع المثليين. تقع في تل أبيب. كانت أول عيادة صديقة لمجتمع المثليين في جميع أنحاء إسرائيل.

### الرأي العام
أظهر استطلاع الرأي العام الذي أجرته صحيفة هآرتس عام 2013 دعمًا لزواج المثليين بنسبة 59٪ بين الإسرائيليين. وجد إستطلاع رأي قامت به مؤسسة هيدوش تم إجراؤه في عام 2016 أن 76٪ من الإسرائيليين يؤيدون الاعتراف بزواج المثليين أو الاتحادات المدنية. أظهر الاستطلاع زيادة في الدعم الشعبي حول هذه المسألة في إسرائيل. وقد أظهر استطلاع للرأي أجري في يونيو 2017 أن 79٪ من الإسرائيليين يؤيدون الاعتراف قانونيا بالعلاقات المثلية.

### حركة حقوق المثليين

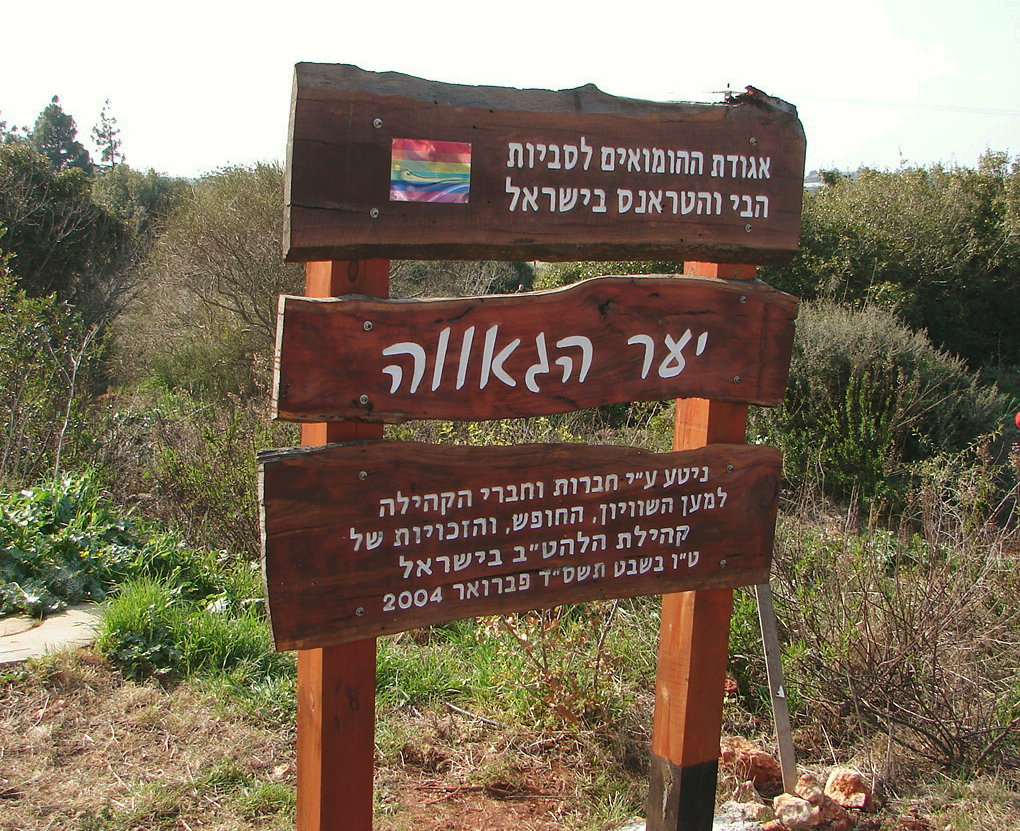
لافتة في "يعر حغاعانا" (Ya'ar HaGa'ava) أي غابة الفخر في الجليل الأعلى تكريما لمجتمع المثليين في إسرائيل.

منذ سبعينيات القرن الماضي، أصبحت هناك حركة نشطة لحقوق المثليين، غالباً ما كانت تنتسب إلى الحركة النسوية الإسرائيلية ومختلف الأحزاب السياسية الليبرالية والاجتماعية الديمقراطية. أقدم منظمة إسرائيلية تدافع عن حقوق المثليات والمثليين ومزدوجي الميول الجنسية والمتحولين جنسيا هي جمعية أغودا — ناشيونال إل جي بي تي تاسكفورس، والتي تأسست عام 1975.

### وسائل الإعلام
كانت إحدى الصحف الإسرائيلية الأولى التي تحدثت عن موضوع المثليين هي مقالة صدرت عام 1962 في صحيفة هاولام هازه، والتي لم تعد موجودة الآن. وحذرت الصحيفة حذراً من حركة «سرية» داخل إسرائيل. كانت هذه هي الطريقة التي تتعامل بها وسائل الإعلام الإسرائيلية مع قضايا المثليين، عدا الصمت، حتى أواخر الثمانينات.
في ذلك الوقت، بدأت صحيفة «هآير» الأسبوعية في تل أبيب تنشر وقائع عن رجل مثلي إسرائيلي عرف في ذلك الوقت باسم «موشيه»، الذي كشف فيما بعد عن نفسه بأنه غال أوشوفسكي. التحول الرئيسي الثاني في كيفية تعامل وسائل الإعلام الإسرائيلية مع قضايا المثليين كان في عام 1991، عندما بدأ اتحاد عمال هستدروت في تضمينه في منشوره الرسمي، قسمًا عن الموضوعات الاجتماعية والسياسية للمثليين. تبع ذلك تغطية صحفية داعمة بشكل أكبر لمجتمع المثليين الإسرائيلي وأهداف حقوق الإنسان الخاصة به. اليوم، لدى الصحيفتين الإسرائيليتين اليوميتين محرّرون و/أو كاتبون من مجتمع المثليين بشكل علني، والعديد من مطبوعات والمجلات والمنشورات التي تخص مجتمع المثليين بعضها لاتزال موجودة والبعض منها تم إغلاقها.
محطات الإذاعة مثل راديو تزافون وراديو راديوس كلاهما لهما مواعيد محددة للضيوف على الهواء للتحدث عن الموضوعات الاجتماعية والسياسية للمثليين.

### الغسيل الوردي
تزعم سارة شولمان، وهي كاتبة وأستاذة في جامعة مدينة نيويورك بأن حملة العلاقات العامة للحكومة الإسرائيلية تستغل سجل حقوقها في مجال حقوق المثليين لتعزيز الإدراك العام لإسرائيل على أنها «ديمقراطية حديثة»، و«مكان آمن للاستثمار» و«وجهة سياحية مع الشمس والرمال». في أغسطس 2011، ذكرت صحيفة جيروزاليم بوست أن وزارة الخارجية كانت تروج لـ «إسرائيل المثلية» كجزء من حملاتها للتصدي للرأي العام النمطي السلبي الذي يمتلكه العديد من الأمريكيين الليبراليين والأوروبيين من إسرائيل. منتقدو إسرائيل مثل جاسبر بوير، وهي أستاذة مشاركة في دراسات المرأة والجندر بجامعة روتجرز تستشهد بمقارنة الحكومة الإسرائيلية لحقوق المثليين في إسرائيل وفي حقوق المثليين في الأراضي الفلسطينية المحتلة كمثال على الغسيل الوردي. واستشهدت بمسيرة وورلد برايد الذي استضافته القدس في عام 2006، كتبت: «في إطار الدوائر المنظمة للمثليين والمثليات في العالم، أن تكون صديقا للمثليين يعني أن تكون عصريا وعالميا ومتطورا وأولويا في العالم وشماليًا، والأهم من ذلك ديمقراطيا». كتب جوزيف مسعد، الأستاذ المشارك في السياسة العربية الحديثة والتاريخ الفكري في جامعة كولومبيا، أن الحكومة الإسرائيلية «تصر على الإعلان وتضخيم سجلها الحديث في حقوق المثليين ... لدرء الاستنكار الدولي لها على انتهاكات حقوق الشعب الفلسطيني».
وردّ ايدو أهاروني، الرئيس السابق لمشروع «براند إسرائيل»، على مثل هذا الانتقاد قائلاً: «نحن لا نحاول إخفاء الصراع، بل توسيع الحوار. نريد أن نخلق حسًا من الصلة بالمجتمعات الأخرى». قال ألان ديرشوفيتز، المحامي الجنائي والحقوق المدنية، إن مصطلح «الغسيل الوردي» يستخدم ضد إسرائيل من قبل «بعض النشطاء المثليين الراديكاليين» الذين هم «المتعصبون» معادون للسامية.
وأفادت التقارير أن قوات الدفاع الإسرائيلية قد ابتزت العديد من الفلسطينيين من المثليات والمثليين ومزدوجي الميول الجنسية والمتحولين جنسيا ليصبحوا مخبرين. وذكرت التقارير أن المخابرات الإسرائيلية تقوم بالتجسس على نشاطات الإنترنت الفلسطينية والمكالمات الهاتفية من أجل تحديد وابتزاز الأشخاص المثليين وتحويلهم إلى مخبرين ضد فلسطينيين آخرين. وفقًا لأحد ضباط المخابرات الإسرائيلية: «إذا كان أي شخص يهمنا، فإننا نجمع معلومات عن وضعه الاقتصادي وحالته العقلية. ثم نخطط لكيفية إجراء عملية حول هذا الشخص، من أجل تحويلهم إلى متعاون أو شيء من هذا القبيل.»
وبهذا الصدد صرحت مديرة جمعية القوس للتعددية الجنسية والجندرية بأن قضية المثلية أصبحت قضية رهينة لألعاب سياسية، خصوصا بما يتمثل على ذلك استعمال حقوق المثليين وتشويه صورة الفلسطينيين على يد حكومة إسرائيل لغسل جرائمها بحق الشعب الفلسطيني. ردا على حملات الغسيل الوردي، أطلق العديد من الشركاء الكويريين في العالم حملة لمناهضة حملات الغسيل الوردي الإسرائيلي، واليوم تعتبر حملة مناهضة الغسيل الوردي – إسرائيل، حركة عالمية لمقاطعة وسحب الاستثمارات والعقوبات على إسرائيلد. ففي عام 2010عملوا على توحيد الجهود المبذولة لمناهضة المنهج الإسرائيلي في تصوير المجتمعات الفلسطينية قمعية ومتعصبة. تعمل حملة مناهضة الغسيل الوردي بزخم في كل مكان من أجل ملئ فجوة واضحة واحدة تتمثل في خلق حركة عالمية لتعزيز الجهود التي تقوم بها الحركات الكويرية العالمية ضد الغسل الوردي ومن أجل دفع المقاطعة والعقوبات وحملة سحب الاستثمارات من إسرائيل فيما يتعلق بالمشاريع الكويرية العالمية كعرض الأفلام التي تتناول القضايا المثلية. نجحت الحملة الجامعة لكل الناشطين الكويرين من كل أنحاء العالم بلفت أنظار العديد من الشرائح المهتمة، خصوصا الأكاديميين ومخرجي الأفلام والممثلين، ففي عام 2017 كان من ضمن المقاطعين المخرج جون تريتنجوف وهو مخرج حاصل على جائزة جنوب أفريقيا للإخراج، والمخرجة والكاتبة الأميركية التي ترشحت لجائزة “إيممي” " - كاثرينا جوند، ومديرة أعمالها داريشا كاي، والفريق الكامل لشركة "أوبين بيكتشرز". كما قاطعت الممثلة الكوميدية الكندية، فوزيّة ميرزا المهرجان. وتحدثت تقارير إعلامية عن مقاطعة كل من المخرجة الألمانيّة هيلين هيجمان، والممثلة السويسرية جاسنا باوير، والفلسطينيّة المقيمة في الدنمارك نادية إبراهيم. وكنتيجة لذلك ألغت إدارة المهرجان من برنامج المهرجان ندوة كاملة كانت بعنوان "المرأة في السينما". كما فرض مهرجان الأفلام المثلية في فانكوفر عام 2015 سياسة منع الرموز القومية في إشارة لنجمة داود المرسوم على علم الأطياف (قوس قزح) بعد اتهام إدارة المهرجان بـالغسيل الوردي، وأن استخدام إسرائيل لدعمها للمثليين للتغطية على انتهاكاتها لحقوق الفلسطينيين.

### الفيلم والتلفزيون
أول فيلم إسرائيلي يتعلق بالمثلية الجنسية قام له مدير مثلي الجنس بشكل علني أموس غوتمان واسمه الانجراف (العنوان الإنجليزي Drifting). كان غوتمان هو كاتب الفيلم أيضا. يتتبع الفيلم شابًا شابًا مثليا إسرائيليًا يعيش ويعمل مع أجداده ويحلم بصناعة فيلم وإيجاد الحب الحقيقي. غوتمان، الذي توفي بمرض الإيدز في عام 1993، كتب وأخرج فيلما إسرائيليا آخر يتعلق بالمثليين بعنوان أميزنغ غريس (1992). يعتبر كلا الفيلمين بمثابة سيرة ذاتية للمخرج. في المجموع، أخرج غوتمان أربعة أفلام وثلاثة أفلام قصيرة. كان تصويره للمثليين الإسرائيليين مظلمًا، وتعتبر أفلامه مستهدفةً في مجتمع المثليين في إسرائيل، وليس للجمهور العام.

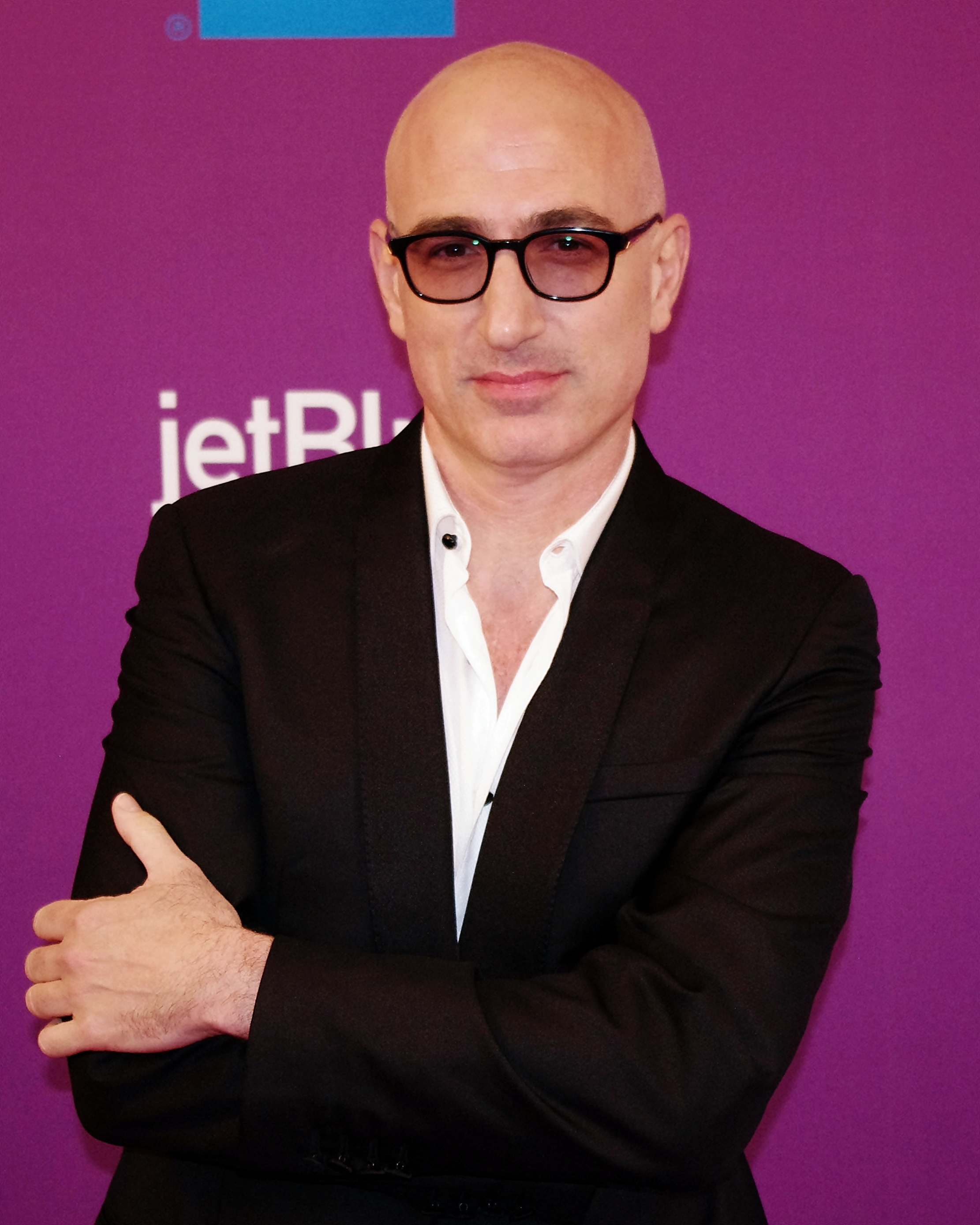
المخرج الإسرائيلي مثلي الجنس إيتان فوكس

مخرج إسرائيلي آخر بارز عالج مواضيع المثليين في الأفلام هو إيتان فوكس. فيلمه الأول، إنتهى الوقت (1990)، هو الفيلم الثاني الذي صنع في إسرائيل للتركيز على الأشخاص المثليين. قام بإخراج وكتابة العديد من الأفلام الناجحة الأخرى المتعلقة بالمثليين بما في ذلك بعل بعل ليف (1997)، يوسي وياغر (2002)
إمشي على الماء (2004)، الفقاعة (2006). كان فوكس مشاركًا أيضًا في أول مسلسل تلفزيوني إسرائيلي للمرة الأولى تم عرضه لجمهور عام تعامل على نطاق واسع مع المثليين والمثليات ومزدوجي الميول الجنسية والمتحولين جنسيًا، فلورنتين (1997-2000). كان هذا مسلسلاً تلفزيونياً إسرائيلياً حول مجموعة إسرائيليين في العشرينات من العمر أكملوا الخدمة العسكرية، يعيشون في مدينة فلورنتين التابعة لتل أبيب. كانت أول سلسلة إسرائيلية لديها شخص مثلي الجنس بين شخصياتها الرئيسية، وكانت جزءًا من اتجاه بطيء كان قد ظهر في التسعينيات بعروض مثل المغاير والنقطة وسيتون.
اليوم، هناك المزيد من البرمجة لجمهور المثليين. في عام 1993، ظهرت أول قناة تلفزيونية تجارية في إسرائيل، القناة الثانية. تناولت بشكل منتظم المواضيع الاجتماعية والسياسية للمثليين، وساعدت، على وجه الخصوص، في زيادة ظهور وقبول المشاهير المتحولين جنسيا مثل دانا إنترناشيونال. تم أيضًا استقطاب مجتمع المثليين في إسرائيل إلى وسائل الإعلام بعد فوز دانا إنترناشيونال وهي متحولة جنسية إسرائيلية بمسابقة الأغنية الأوروبية في عام 1998. في الوقت الحاضر، يمكن مشاهدة الأشخاص من مجتمع المثليين في إسرائيل على شاشات التلفزيون في مجموعة متنوعة من العروض، معظمها كمضيفين (مثل عاصي عازر)، وكمتسابقين في عروض الواقع أو كشخصيات في المسلسلات.

## حقوق المثليين في إسرائيل والقضية الفلسطينية
ينظرالإسرائيليون إلى المجتمع الفلسطيني بأنه مجتمع يميل إلى أن يكون محافظاً، حيث تميل العائلات إلى رؤية المثلية الجنسية وارتداء لبسة الجنس الآخر كأمور غير أخلاقية. فقد انتقل بعض الفلسطينيين من مجتمع المثليين إلى إسرائيل، ويمكن إرجاع ذلك إلى أنهم غالبا ما يفرون من التعصب الشديد الذي يشمل الإساءة الجسدية والنفسية أو الموت أو الإهمال. يتم أيضًا دعم هذه النظرة بربطها بتوافد أعداد وتواجد أشخاص فلسطينيين من مجتمع الميم في تل أبيب ونتانيا، حيث يعيشون مع العديد من شركاءهم المثليين الإسرائيليين الذين يساعدونهم على البقاء في إسرائيل مخفيين عن الشرطة. عكس هذه النظرة فيلم خارج في الظلام الذي يتحدث عن قصة حب بين طالب فلسطيني ومحام إسرائيلي، يفر فيها الفلسطيني إلى تل أبيب بسبب ميوله الجنسية.
في عام 2003، تكونت مجموعة نسوية كويرية سُجلت فيما لحق عام 2018 كجمعية تحمل اسم أصوات- المركز النسوي الفلسطيني للحريات الجنسية والجندرية ومقرها في حيفا، وهي مجموعة موجهة نحو النساء الفلسطينيات ممن لديهن توجهات جنسية وجندرية مختلفة في إسرائيل والسلطة الفلسطينية. تأسست جمعية سرية لأصوات في رام الله في مارس 2007 من قبل أربعة طلاب مثليين. كما افتتحت الجمعية الإسرائيلية البيت المفتوح في القدس للفخر والتسامح قسما عربياً يسمى القوس  والتي هي الأخرى غدت جمعية فلسطينية مستقلة ومسجلة تتبنى خطاب للتعدّديّة الجنسيّة والجندريّة في المجتمع الفلسطينيّ.
في عام 2008، منحت إسرائيل لفلسطيني مثلي تصريح إقامة للعيش مع شريكه الإسرائيلي في تل أبيب بعد تهديدات بالقتل من الفلسطينيين بسبب مثليته الجنسية. وزعمت جمعية أصوات أن الجهات الأمنية الإسرائيلية تستهدف أحياناً المثليين جنسيا من الفلسطينيين ويُقال لهم إن عليهم التعاون مع إسرائيل أو مواجهة كشف ميولهم الجنسية. ويرجع تاريخ هذا التصريح إلى أنه وخلال فترة الانتفاضة الأولى، جمع الجيش الإسرائيلي معلومات عديدة عن كل ما هو مرفوض من ممارسات داخل المناطق الفلسطينية، كشرب الكحول وممارسات الجنس خارج إطار الزواج وتعاطي المخدرات، ومن ضمنها المثلية الجنسية، كما رُصدت ابتزازت تعرض لها هؤلاء الأشخاص الذين يمارسون هذه العادات بالسر، وقيل بأن ذلك تم بهدف إجبار هؤلاء الأشخاص للتعامل مع مخابرات الاحتلال مقابل عدم فضحهم مما يهدد مكانتهم الاجتماعية. في السنوات الأخيرة، بدأت مجموعات من مجتمع الميم الفلسطينيين وآخرين من مختلف العالم حملة لمواجهة الصورة الإسرائيلية عن المجتمع الفلسطيني بأنه مجتمع يعاني رهاب المثلية، فقد أسسوا حركة تحمل اسم «كويريون فلسطينيون لمقاطعة إسرائيل»، تنشط في مدن أوروبيّة وأميركية، وترفض أي تعاون مع جمعيات إسرائيلية حتى اليسارية منها.

## مشاهير إسرائيليون من مجتمع المثليين
- أديريت: موسيقي
- يوسي افني ليفي: دبلوماسي
- عاصي عازر: شخصية تلفزيونية
- أورنا باني: ممثلة
- جان بيير باردا: موسيقي وممثل
- أبولو براون: موسيقي وكاتب
- إلياد كوهن: موديل
- دانا الدولية: موسيقية
- جوناثان دانيلوويتز: ناشط
- ران دانكر: ممثل
- جايسون دانينو-هولت: مذيع
- إريت دينور: عالم رياضيات/عالم حواسيب
- عوزي إيفن: عالم وسياسي
- روز "أوسانغ" فوستاينس: موسيقي
- إيتان فوكس: مخرج
- مارسيا فريدمان: ناشطة وسياسية
- روبرت فريند: شاعر
- أمير فريزر غوتمان: موسيقي
- عاموس غوتمان: مخرج
- إيتان غينسبيرغ: سياسي
- يوفال نوح هراري: مؤرخ
- ماتان هودوروف: صحفي
- نيتسان هورويتز: سياسي
- داريو ديفيد هنتر: حاخام
- رونا كينان: موسيقية
- آسي ليفي: ممثلة
- إيفري ليدير: موسيقي
- مايكل لوكاس: مخرج
- يوراي لوهاف-هيرتزانو: سياسي
- ليريك: موسيقي
- إيدان ماتالون: مدون فيديو
- دورون ميدالي: موسيقي
- جيلي موسينسون: لاعب كرة سلة [149]
- عزرا ناوي ناشط
- عدي نيس مصور
- عوفر نسيم: موسيقي
- تسيبورا أوبلر: لاعب التنس
- أمير أوحانا: سياسي
- دانا أولمرت: ناشطة
- يوتام أوتولينغي: شيف وطباخ
- إيتاي بينكاس: ناشطة
- يهودا بوليكر: موسيقي [150][151]
- يهوديت رافيتز: موسيقي
- إيدان رول: سياسي
- جوناثان ساغال: ممثل
- ايتسيك شمولي: سياسي
- جيل شوهات: موسيقي
- هاريل سكات: موسيقي
- دوري سبيفاك: قاضية
- هوفي ستار: موسيقي
- غال أوتشفسكي: كاتب سيناريو ومنتج
- ييهو: موسيقي
- يونا فالخ: شاعرة
- رون يوسف: ناشط

## جدول ملخص
| قانونية النشاط الجنسي المثلي                                                             | (منذ عام 1963 بحكم الأمر الواقع، منذ عام 1988 بحكم القانون)         |
| المساواة في السن القانوني للنشاط الجنسي                                                  | Yes                                                                 |
| القوانين المناهضة للتمييز في التوظيف                                                     | (منذ عام 1992)                                                      |
| قوانين مكافحة التمييز في توفير السلع والخدمات                                            | (منذ عام 2000)                                                      |
| قوانين مكافحة التمييز في جميع المجالات الأخرى (تتضمن التمييز غير المباشر، خطاب الكراهية) | No                                                                  |
| زواج المثليين                                                                            | / (الاعتراف بزواج المثليين المنعقد في الخارج منذ عام 2006)          |
| الاعتراف القانوني بالعلاقات المثلية                                                      | (المساكنة غير المسجلة منذ عام 1994)                                 |
| تبني أحد الشريكين للطفل البيولوجي للشريك الآخر                                           | (منذ 2005)                                                          |
| التبني المشترك للأزواج والشركاء المثليين                                                 | No                                                                  |
| يسمح للمثليين والمثليات الخدمة علناً في القوات المسلحة                                    | (منذ عام 1993)                                                      |
| الحق بتغيير الجنس القانوني                                                               | Yes                                                                 |
| علاج التحويل محظور على القاصرين                                                          | / (علاج التحويل محظور في نظام الصحة العامة منذ عام 2014)            |
| الحصول على أطفال أنابيب للمثليات والأمومة التلقائية للزوجتين بعد الولادة                 | Yes                                                                 |
| تأجير الأرحام التجاري للأزواج المثليين من الذكور                                         | / (تأجير الأرحام للأزواج المثليين من الذكور مسموح به في الخارج فقط) |
| السماح للرجال الذين مارسوا الجنس الشرجي التبرع بالدم                                     | (لا فترة تأجيلية من عدم ممارسة الجنس منذ 2018)                      |
| المساواة في الهجرة للشركاء والأزواج المثليين                                             | (منذ 2016)                                                          |